# كورنيش الدوحة

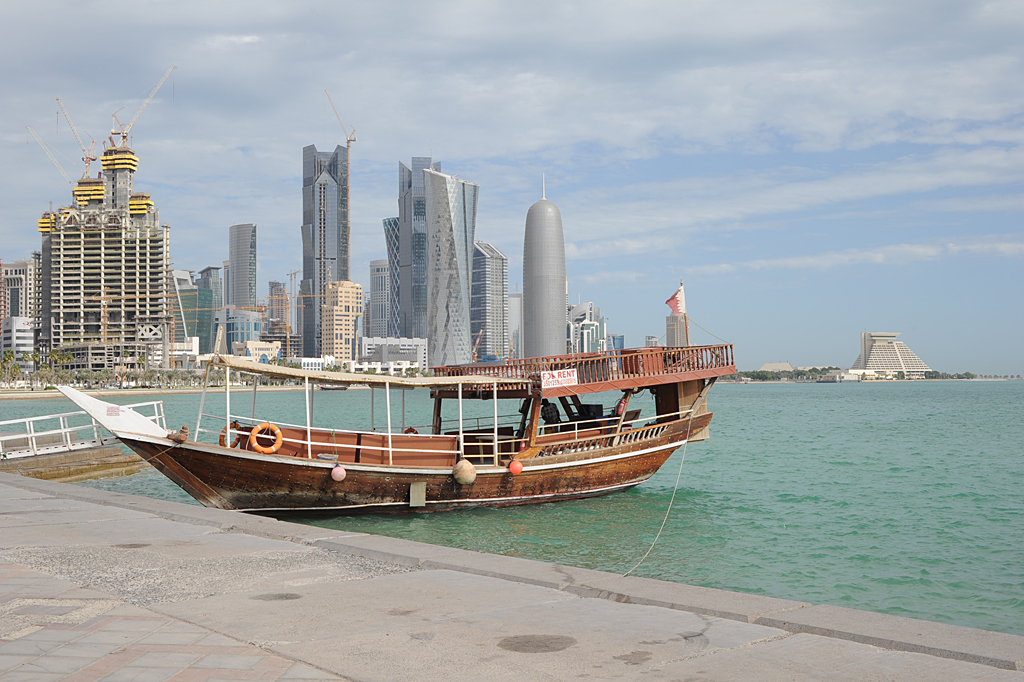

كورنيش الدوحة هو الواجهة البحرية ويمتد لعدة كيلومترات على طول خليج الدوحة في دولة قطر، وهو الطريق الرئيسي الذي يربط الدوحة بمنطقة الخليج الغربي ومنطقة الأعمال التجارية مع جنوب المدينة. وتشكلت معظم ملامح الكورنيش من أعقاب أعمال التجريف الواسعة التي جرت خلال أواخر 1970s و 1980s والتي ساهمت بإعادة تشكيل ساحل الدوحة، والكورنيش هو المكان الأكثر شهرة على مستوى دولة قطر ويقضى معظم الناس أوقاتهم بممارسة رياضة المشي على امتداد الكورنيش.

## استخدامات كورنيش الدوحة
ازداد استخدام الكورنيش ليكون امتداد لمساحة فارغة بعد إنشاء صرح فندق الشيراتون، ومع التنمية التي تشهدها دولة قطر في بناء العمران تمت عدة تغييرات خلال السنوات العشرين الماضية  وذلك بسبب شهرة الدوحة والازدهار الاقتصادي خاصة بعد استضافة دورة الألعاب الآسيوية 2006 . ويطل على الكورنيش عدة معالم مهمة منها متحف الفن الإسلامي وحديقة الرميلة وفندق الشيراتون المتواجد على شكل هرمي، إضافة إلى عدة وزارات وهيئات مثل اللجنة الأولمبية القطرية والمجلس الأعلى للإتصالات وتكنولوجيا المعلومات ووزارة البلدية ووزارة التجارة والأعمال.
ويمكن للجمهور استغلال العديد من الأنشطة على الكورنيش كشرب القهوة والشاي والكرك (عبارة عن مشروب شاي يضاف له تركيز من الحليب).و أصبح كورنيش أيضا مكانا للاجتماع لجيل جديد من الشباب المرتادين للمنطقة مع الدراجات النارية إضافة إلى عدة تجمعات تجري على طول الكورنيش.

## معرض صور

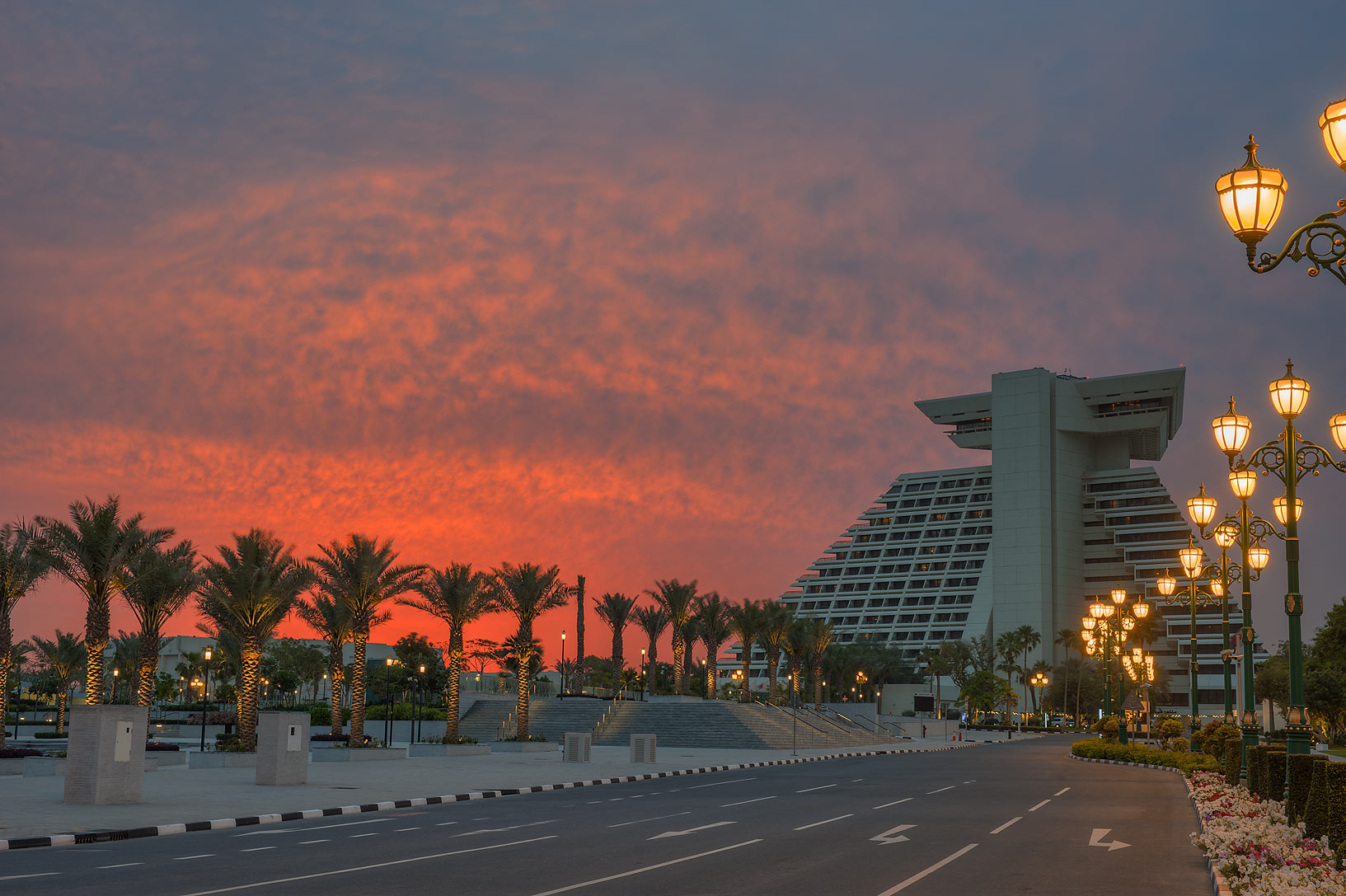
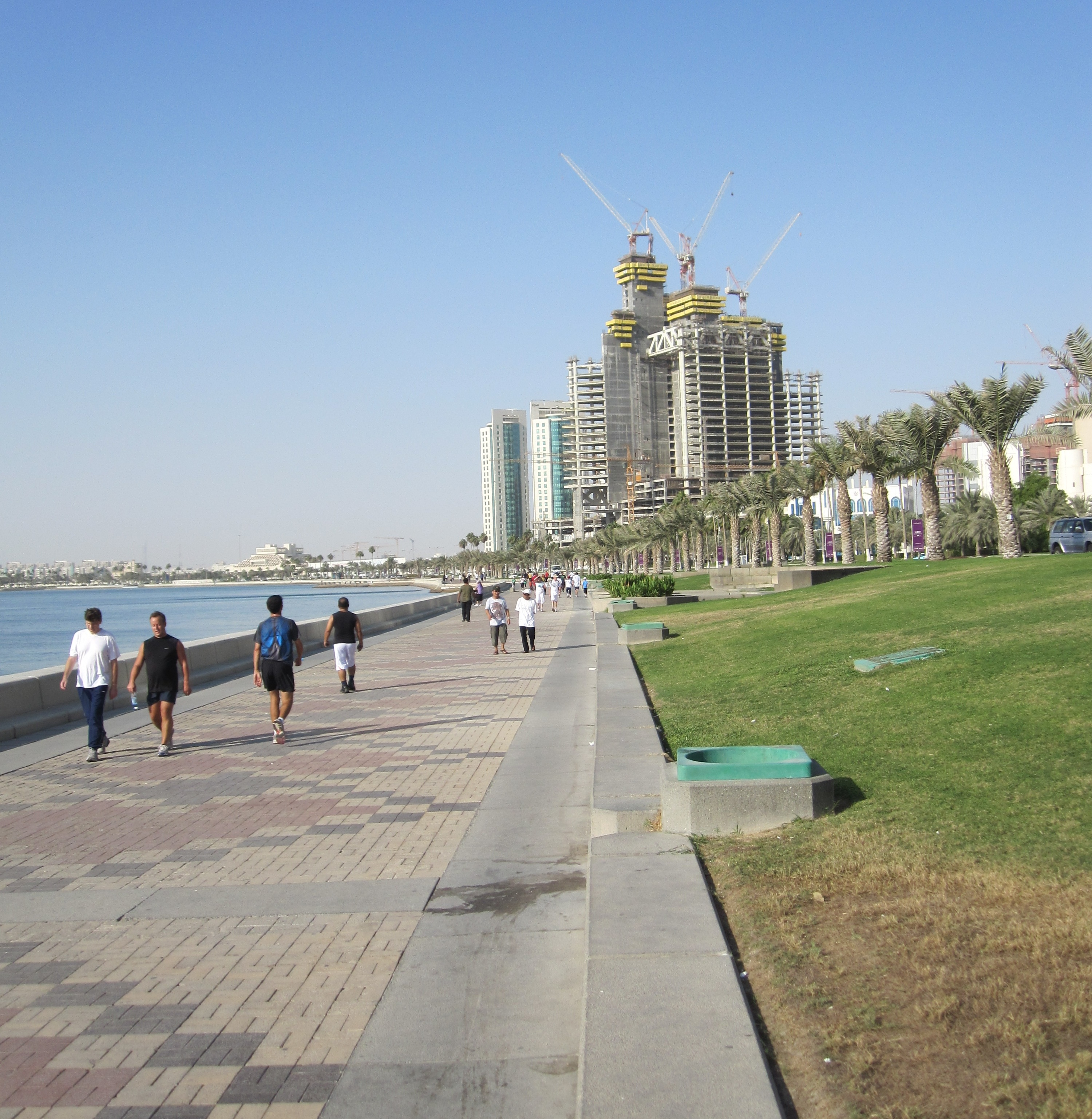
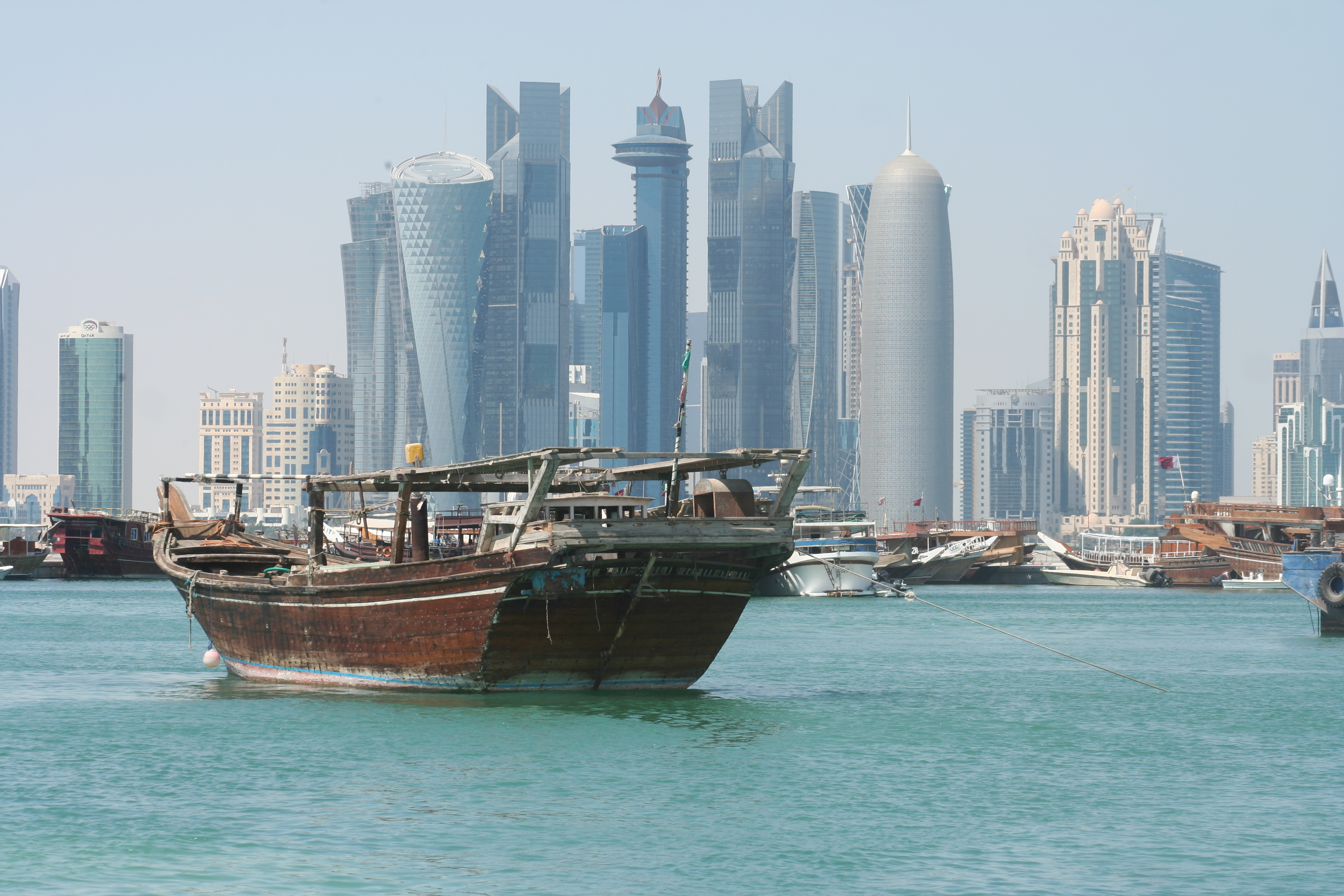
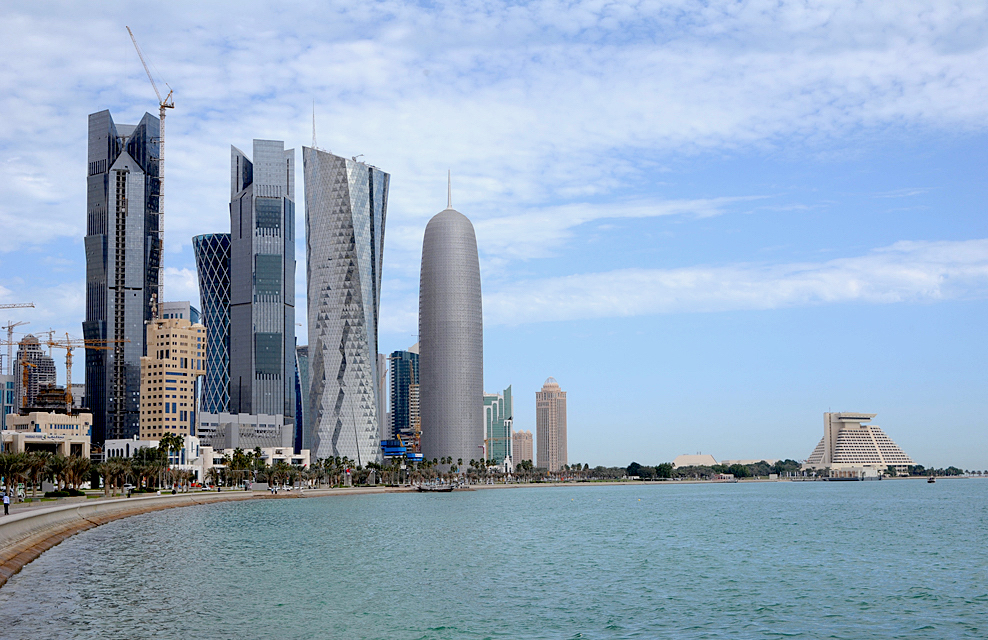
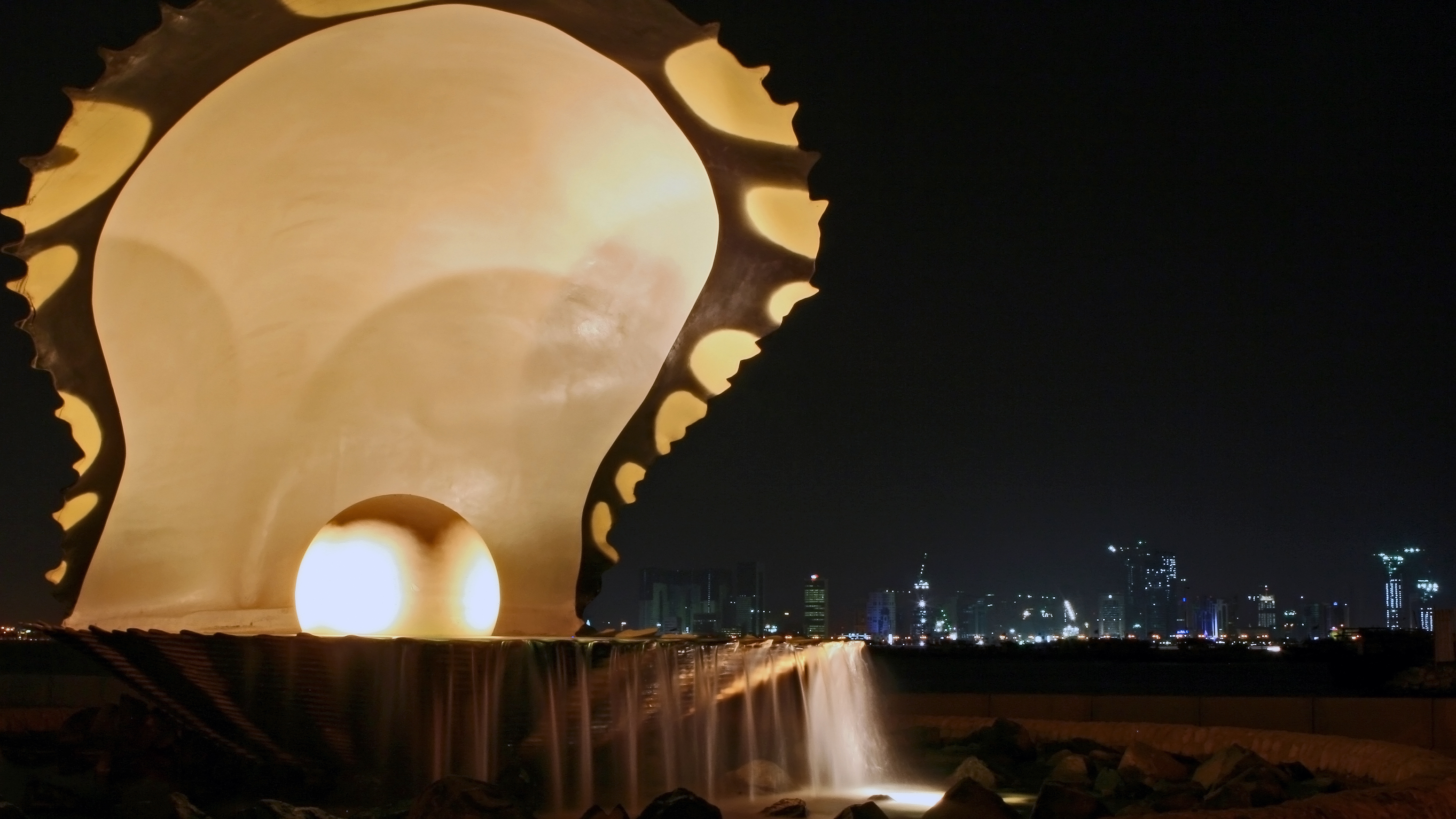
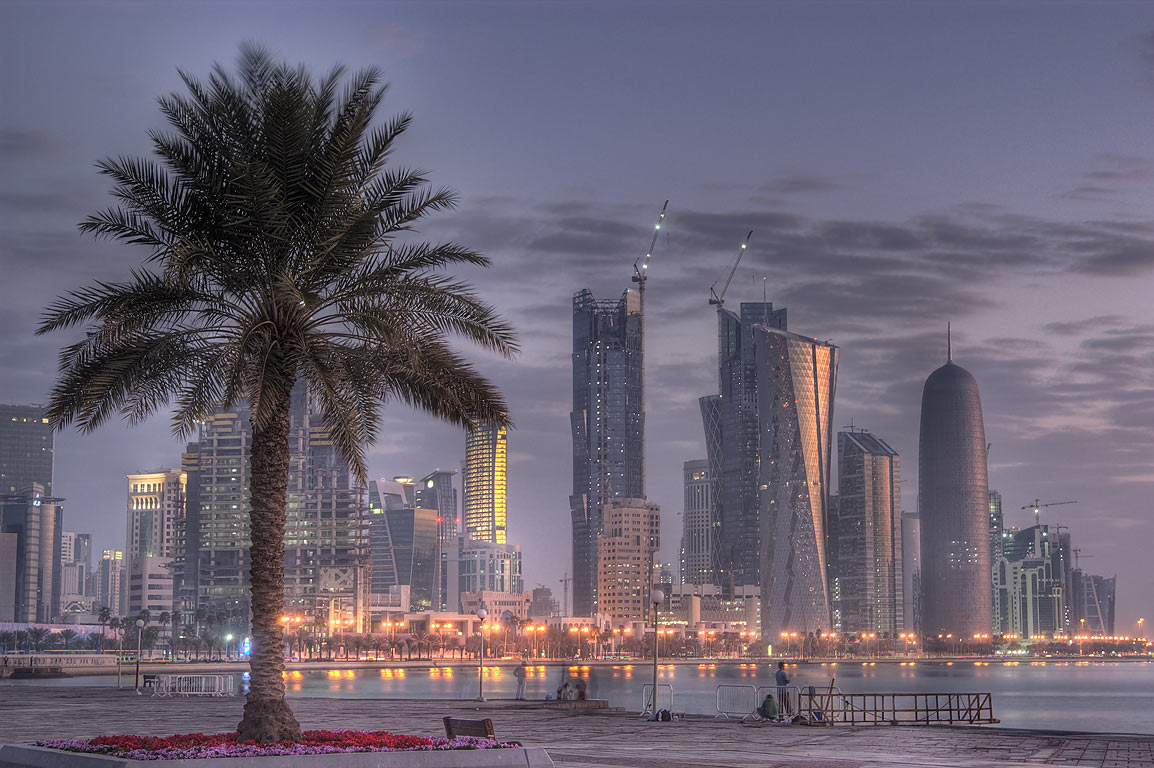